# Anne-Christine Lang

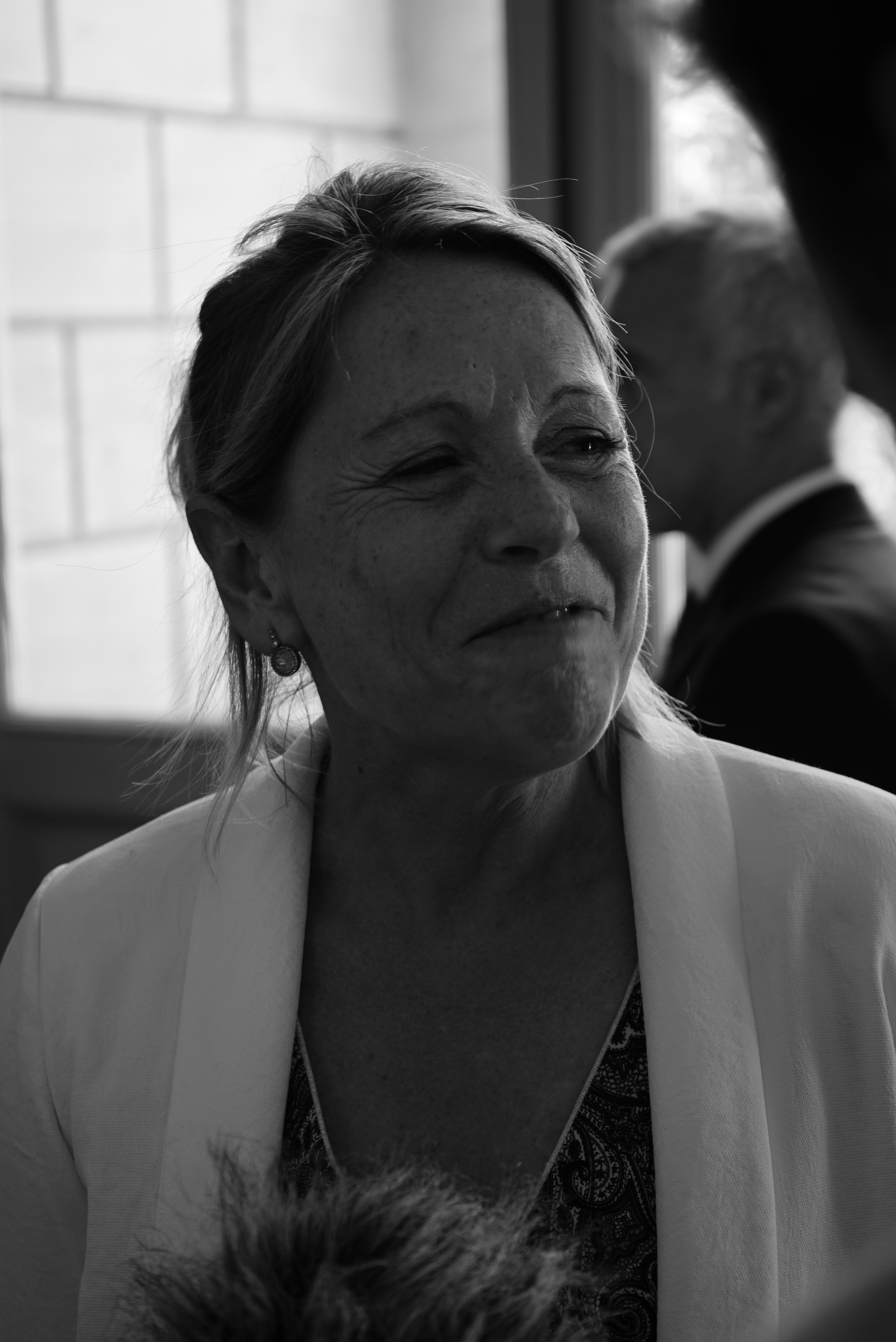
Anne-Christine Lang (2017)

Anne-Christine Lang (* 10. August 1961 in Mont-de-Marsan (Landes)) ist eine französische Politikerin.
Als das erste  Kabinett Valls  2014 gebildet wurde, rückte sie auf den Parlamentssitz von Jean-Marie Le Guen nach, als dieser zum Staatssekretär für die Beziehungen zum Parlament ernannt wurde. Im Juni 2017 wurde sie im 10. Pariser Wahlkreis als Kandidatin der Partei La République en Marche in die Nationalversammlung gewählt.

## Ausbildung und beruflicher Werdegang
Ihr Interesse an Politik erwachte in den 1970ern anlässlich der Präsidentschaftswahl von 1974 und der Verabschiedung des Gesetzes zur Erleichterung des Schwangerschaftsabbruches (Loi Veil) im Januar  1975.
Während ihres Studiums an der Sorbonne und in England mit dem Ausbildungsziel Englischlehrerin engagierte sie sich in Gruppen, die für Frauenrechte eintraten. 
Da sie Spezialistin für Fragen des staatlichen Erziehungswesens und für die Betreuung von Kleinkindern war, wurde sie Mitarbeiterin des damaligen Ministers für Bildung, Forschung und technologische Entwicklung  Claude Allègre (im Amt vom 4. Juni 1997 bis 27. März 2000 im Kabinett Jospin).
Danach war sie im Regionalrat der Region Île-de-France im Ressort regionale Bildungspolitik tätig und zwar bis zu ihrer Wahl in die Nationalversammlung am 10. Mai 2014.

## Im Stadtrat von Paris
1995 wurde Lang in den Conseil d’arrondissement des 13. Arrondissement von Paris gewählt, am 18. März 2001, ebenfalls im 13. Arrondissement, in den Pariser Stadtrat, wo sie sich um den Bereich Kleinkindbetreuung an der Seite von Serge Blisko, dem Bürgermeister des 13. Arrondissement, danach an der Seite von Jérôme Coumet, kümmerte. 2008 wurde sie stellvertretende Bürgermeisterin des 13. Arrondissements. Am 30. März 2014 wurde sie wieder in den Stadtrat von Paris gewählt. Sie ist die Berichterstatterin der Informations- und Bewertungskommission zu Fragen des Engagements der Stadt Paris in Bezug auf Familien und Kleinkinder (bis zu drei Jahren).
Im September 2011 erstellte sie eine Website mit dem Namen les tribus du 13, die Familien, Schüler und Schülerinnen des 13. Arrondissements beim Thema Baby-Sitting zusammenführt. Mit dieser Initiative zog sie die Schlussfolgerungen aus den Ergebnissen einer Umfrage im Arrondissement.

## Als Abgeordnete in der Nationalversammlung
Lang war Nachrückerin für den Abgeordneten Jean-Marie Le Guen für den Wahlkreis Paris IX. Als Le Guen zum Staatssekretär im Kabinett Valls ernannt wurde, rückte sie nach und wurde so Abgeordnete der Nationalversammlung.
Am 8. März 2015 schrieb sie einen Kommentar für das Nachrichtenmagazin Le Nouvel Observateur, in dem sie die Frauen aufforderte, sich stärker politisch zu engagieren. Sie war Mitglied des Pôle des réformateurs (eine Gruppierung im rechten Flügel der Sozialistischen Partei) und unterstützte die Regierungspolitik während der fünfjährigen Präsidentschaft von François Hollande.
Im Frühjahr 2016 schloss sie sich der Bewegung (der heutigen Partei) En marche an und unterstützte Emmanuel Macron bei der Präsidentschaftswahl 2017. In der Zeit zwischen den beiden Wahlgängen trat sie aus der Sozialistischen Partei aus. La République en Marche stellte sie als Kandidatin im Zehnten Pariser Wahlkreis für die Parlamentswahl 2017 auf.
Im Juni 2017  wurde sie in diesem Wahlkreis für La République en Marche ins Parlament gewählt. Sie gehört zu den wenigen ehemaligen sozialistischen Abgeordneten, die von der LREM offiziell als Kandidaten aufgestellt wurden.
Im Parlament war sie Mitglied im Ausschuss für Kultur und Bildung sowie Berichterstatterin für die Kommission zur Prüfung des Haushalts für die Hochschulen  im Rahmen des Haushaltsgesetzes für 2016, ferner gehörte sie dem Ausschuss zur Beurteilung der Lehrerausbildung an.
Im Dezember 2018  wurde sie zur Mitberichterstatterin für das vom Bildungsminister Jean-Michel Blanquer vorgeschlagene Gesetz École de la confiance (dt.: Schule des Vertrauens) ernannt (Das – heftig umstrittene – Gesetz ist inzwischen in Kraft).
Im Januar 2019 wurde sie aufgefordert, Beträge zurückzuzahlen, die sie für Aufwendungen für ihre Arbeit als Abgeordnete während ihres früheren Mandats bis September 2016 erhalten hatte.
Da sie Cédric Villani politisch nahesteht, unterstützt sie seine Kandidatur bei den Pariser Kommunalwahlen 2020, womit sie sich gegen die Parteiführung stellte.
Mit ihrer Vorstellung von Laizismus steht sie Jean-Michel Blanquer nahe.